# Giffone
Giffone  község (comune) Calabria régiójában, Reggio Calabria megyében.

## Fekvése
A megye északi részén fekszik. Határai: Anoia, Cinquefrondi, Galatro, Mammola és Maropati.

## Története
A 17-18. században alapították. Korabeli épületeinek nagy része az 1783-as calabriai földrengésben elpusztult. A 19. században nyerte el önállóságát, amikor a Nápolyi Királyságban felszámolták a feudalizmust.

## Népessége
A népesség számának alakulása:

## Főbb látnivalói
- San Bartolomeo-templom
- Santa Maria del Soccorso-templom